# Tropfenbrust-Astspäher
Der Tropfenbrust-Astspäher oder das Pazifikschopfohr (Pseudocolaptes johnsoni) ist eine Vogelart aus der Familie der Töpfervögel (Furnariidae). Das Verbreitungsgebiet der Art umfasst die südamerikanischen Länder Kolumbien und Ecuador. Der Vogel wird bei der IUCN als „nicht gefährdet“ (least concern) eingestuft. Allerdings folgt die IUCN den Vorgaben von BirdLife International, welche P. johnsoni auf Grundlage eines Antrags des South American Check-list Committee (SACC) als Unterart des Panamaschopfohrs betrachtet. Dem steht unter anderem die Meinung des International Ornithological Committee gegenüber, die Pseudocolaptes johnsoni in ihrer Liste als eigene Art betrachtet.

## Merkmale
Das Tropfenbrust-Astspäher erreicht eine Körperlänge von etwa 20,5 Zentimetern. Die Oberseite ist größtenteils kastanienbraun. Im Gegensatz zum Panamaschopfohr zieren den Rücken auch keine Strähnen. Bürzel und Schwanz sind rötlichbraun. Die Flügel sind hauptsächlich schwarz und mit schwachen zimtfarbigen Flecken durchzogen. Den schwarzen Kopf ziert eine gelbbraune Augenlinie ähnlich einer Augenbraue. Die Kehle ist ausschließlich gelblichbraun und enthält kein Weiß. Der obere Teil der Brust ist dunkel gelblichbraun bis weiß, wird aber von weißen Winkeln durchzogen. Dies wirkt im Gegensatz zum Panamaschopfohr nicht wie skalierte Streifen. Der Rest der Unterseite ist auffällig rötlichgelb. Seitlich geht dies ins Rötliche über und ist Richtung Brust mit weißen Streifen gemustert. Der schwarze Schnabel ist am Ende und am Unterkiefer gelb. Die Beine sind olivgrün.

## Habitat und Verbreitung
Der Vogel kommt hauptsächlich in nassen und moosigen Wäldern vor. Gern bewegt er sich in den Baumkronen und Gebirgsausläufern des niedrigeren subtropischen Waldes. Man beobachtet ihn in Höhen zwischen 700 und 1700 Metern. Hier sieht man ihn in epiphytischen Wäldern oder in offenem Gelände mit verstreuten Bäumen, wo er das Moos nach Käfern, Schaben, Spinnen oder Salamandern absucht. Überschneidungen des Lebensraums von Tropfenbrust-Astspäher und Panamaschopfohr sind nicht bekannt. Man findet den Vogel nur an den Westhängen der Anden Ecuadors und Kolumbiens.

## Verhalten
Der Vogel krallt sich gern an Bäumen fest und klettert auf ihnen. Dabei dient der Schwanz als Unterstützung. Oft klettert er an den Ästen des mittleren und höheren Baldachins. Gewöhnlich ist er in Trupps unterwegs. Für sein Nest nutzt er gerne verlassene Spechthöhlen.

## Unterarten
Innerhalb der Art sind keine Unterarten bekannt. Allerdings wird das Taxon johnsoni in der Literatur unterschiedlich bewertet. Manche Autoren sehen darin eine eigene Spezies Pseudocolaptes johnsoni. Andere betrachten es als Unterart des Panamaschopfohrs (Pseudocolaptes lawrencii). Der Status als eigene Art wird mit der räumlichen Distanz zum Taxon lawrencii und deutlichen Unterschieden im Federkleid begründet. Dieser Meinung folgt unter anderem das International Ornithological Committee (IOC). Das Museo Ecuatoriano de Ciencias Naturales (MECN) schätzt die Art sogar als gefährdet ein. Auch das World Institute for Conservation Environment (WICE) akzeptiert den Status als Spezies. Das South American Check-list Committee (SACC) lehnt es bisher ab, das Taxon johnsoni als eigene Art anzuerkennen. Hier sind weitere taxonomische Forschungen notwendig.

## Etymologie und Forschungsgeschichte

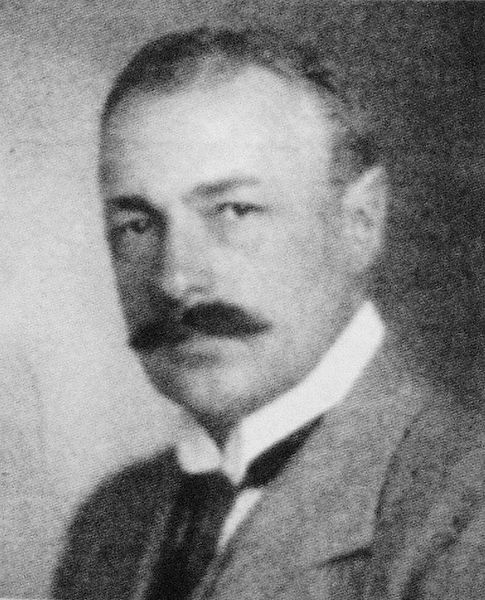
Axel Ax:son Johnson (1876–1958)

Einar Lönnberg und Hialmar Rendahl beschrieben den Tropfenbrust-Astspäher unter dem heutigen Namen Pseudocolaptes johnsoni. Die Gattung Pseudocolaptes wurde bereits 1853 von Heinrich Gottlieb Ludwig Reichenbach für das Andenschopfohr (Pseudocolaptes boissonneautii) eingeführt. Dieser Name setzt sich aus den griechischen Worten »pseudos  ψευδος« für »falsch, andere« und »kolaptēs, kolaptō  κολαπτης, κολαπτω« für »Picker, picken, hacken« zusammen. Das Artepitheton »johnsoni« ist dem Generalkonsul Axel Ax:son Johnson gewidmet.